# مدرسه امور عمومی و بین‌المللی پرینستون
مدرسه امور عمومی و بین‌المللی پرینستون (سابقاً: مدرسه امور عمومی و بین‌المللی وودرو ویلسون (انگلیسی: Woodrow Wilson School of Public and International Affairs)) یک مدرسه سیاست عمومی حرفه‌ای در دانشگاه پرینستون است. این مدرسه مدارک لیسانس، فوق لیسانس امور عمومی، فوق لیسانس سیاست عمومی و پی اچ دی ارائه می‌کند.
تقریباً همهٔ اعضای تمام وقت هیئت علمی مدرسه وودرو ویلسون در دیگر دانشکده‌های این دانشگاه نیز در استخدامند. اعضای هیئت علمی مدرسه شامل برندگان جایزه نوبل همچون انگس دیتون، دنیل کانمن، پل کروگمن، و آرتور لوئیس هستند.